# Liste der Nummer-eins-Hits in Österreich (2015)
Dies ist eine Liste der Nummer-eins-Hits in Österreich im Jahr 2015. Sie basiert auf den Top 75 der Austria Charts bei den Singles und bei den Alben. Die Singlecharts berücksichtigen dabei auch kostenpflichtige Streaming-Angebote. Das in der Liste angegebene Charteintrittsdatum ist der Freitag zwei Wochen nach Beginn der Verkaufswoche.

## Singles
| ← 2014 ← | Liste der Nummer-eins-Hits in Österreich | Liste der Nummer-eins-Hits in Österreich | Liste der Nummer-eins-Hits in Österreich                                                                        | 2016 → |
| \| Zeitraum \| Wo. ges. \| Interpret \| Titel Autor(en) \| Zusätzliche Informationen \| \| (Zeitraum, Wochen auf Platz eins, Interpret, Titel, Autor[en], zusätzliche Informationen) \| \| \| \| \| \| ----------------------------------------------------------------------------------------- \| -------- \| ---------------------------------------- \| --------------------------------------------------------------------------------------------------------------- \| -------------------------------------------------------------------------------------------------------------------------------------------------------------------------------------------------------------------------------------------------------------------------------------------------------- \| \| 26. Dezember 2014 – 19. Februar 2015 8 Wochen \| 8 \| Hozier \| Take Me to Church Andrew Hozier-Byrne \| – \| \| 20. Februar 2015 – 19. März 2015 4 Wochen \| 4 \| Ellie Goulding \| Love Me like You Do Max Martin, Savan Kotecha, Ali Payami, Tove Nilsson, Ilya Salmanzadeh \| – \| \| 20. März 2015 – 26. März 2015 1 Woche \| 1 \| Omi \| Cheerleader (Felix Jaehn Remix) Omar Samuel Pasley, Clifton Dillon, Mark Bradford, Ryan Dillon, Sly Dunbar \| – \| \| 27. März 2015 – 16. April 2015 3 Wochen \| 3 \| Lost Frequencies \| Are You with Me Tommy Lee James, Shane McAnally, Terry McBride \| – \| \| 17. April 2015 – 28. Mai 2015 6 Wochen \| 6 \| Wiz Khalifa feat. Charlie Puth \| See You Again Justin Franks, Cameron Thomaz, Andrew Cedar, Charles Puth \| – \| \| 29. Mai 2015 – 4. Juni 2015 1 Woche \| 1 \| Jason Derulo \| Want to Want Me Ian Kirkpatrick, Sam Martin, Lindy Robbins, Mitch Allan, Jason Desrouleaux \| – \| \| 5. Juni 2015 – 18. Juni 2015 2 Wochen \| 2 \| Måns Zelmerlöw \| Heroes Anton Malmberg Hård af Segerstad, Joy Deb, Linnea Deb \| Im Land, in dem der Eurovision Song Contest 2015 stattgefunden hat, wird der Sieger anschließend auch Nummer eins. Auch andere ESC-Songs schaffen es nach dem Finale in Wien in die Singlecharts, wenn auch weit weniger erfolgreich. \| \| 19. Juni 2015 – 25. Juni 2015 1 Woche \| 1 \| Felix Jaehn feat. Jasmine Thompson \| Ain’t Nobody (Loves Me Better) David Wolinski \| – \| \| 26. Juni 2015 – 9. Juli 2015 2 Wochen \| 2 \| Avicii \| Waiting for Love Simon Aldred, Salem Al Fakir, Tim Bergling, Vincent Pontare, Martin Garrix \| – \| \| 10. Juli 2015 – 23. Juli 2015 2 Wochen \| 2 \| Anna Naklab feat. Alle Farben & Younotus \| Supergirl Mike Gommeringer, Sebastian Padotzke, Uwe Bossert, Phillip Rauenbusch, Raymond Michael Garvey \| – \| \| 24. Juli 2015 – 13. August 2015 3 Wochen \| 3 \| Lost Frequencies feat. Janieck Devy \| Reality Felix de Laet, Janieck van de Polder \| – \| \| 14. August 2015 – 20. August 2015 1 Woche \| 1 \| One Direction \| Drag Me Down John Ryan, Julian Bunetta, Jamie Scott \| – \| \| 21. August 2015 – 3. September 2015 2 Wochen \| 2 \| Robin Schulz feat. Francesco Yates \| Sugar Frank Bautista, Dennis Bierbrodt, Ronald Bryant, Jürgen Dohr, Guido Kramer, Robin Schulz, Francesco Yates \| – \| \| 4. September 2015 – 10. September 2015 1 Woche \| 1 \| Raoul Haspel \| Schweigeminute (Traiskirchen) \| Wie der Titel besagt, besteht dieser Nummer-eins-Hit aus 60 Sekunden Stille. Es ist eine Protestaktion des Wiener Künstlers gegen die österreichische Flüchtlingspolitik.[1] Die Einnahmen gehen an das Flüchtlingslager Traiskirchen.[2] In der Chartsendung von Ö3 wurde die Minute nicht ausgespielt. \| \| 11. September 2015 – 17. September 2015 1 Woche \| 1 \| Justin Bieber \| What Do You Mean? Jason Boyd, Mason Levy, Justin Bieber \| Trotz zahlreicher Charthits seit 2009 war der Kanadier zuvor in Österreich nie über Platz 18 der Singlecharts hinausgekommen. \| \| 18. September 2015 – 24. September 2015 1 Woche \| 1 \| Die Ärzte \| Schrei nach Liebe Dirk Felsenheimer, Jan Vetter \| Nach dem österreichischen Krisenprotest steigt auch die deutsche Aktion Arschloch in Österreich an die Spitze der Charts. Dieser Protest gegen Fremdenfeindlichkeit sammelt ebenfalls Geld für die Flüchtlingshilfe. \| \| 25. September 2015 – 5. November 2015 6 Wochen \| 6 \| Sido feat. Andreas Bourani \| Astronaut Musik: FNSHRS.; Text: Andreas Bourani, Simon Müller-Lerch, Paul Würdig \| – \| \| 6. November 2015 – 26. November 2015 3 Wochen (insgesamt 4) \| 4 \| Adele \| Hello Greg Kurstin, Adele Adkins \| – \| \| 27. November 2015 – 3. Dezember 2015 1 Woche (insgesamt 6) \| 6 \| Seiler und Speer \| Ham kummst Christopher Seiler, Bernhard Speer \| – \| \| 4. Dezember 2015 – 10. Dezember 2015 1 Woche (insgesamt 4) \| 4 \| Adele \| Hello Greg Kurstin, Adele Adkins \| – \| \| 11. Dezember 2015 – 14. Januar 2016 5 Wochen (insgesamt 6) \| 6 \| Seiler und Speer \| Ham kummst Christopher Seiler, Bernhard Speer \| – \| |                                          |                                          | | |
| ← 2014 |                                          |                                          | | → 2016 → |
| Zeitraum | Wo. ges.                                 | Interpret                                | Titel Autor(en)                                                                                                 | Zusätzliche Informationen |
| (Zeitraum, Wochen auf Platz eins, Interpret, Titel, Autor[en], zusätzliche Informationen) |                                          |                                          | | |
| 26. Dezember 2014 – 19. Februar 2015 8 Wochen | 8                                        | Hozier                                   | Take Me to Church Andrew Hozier-Byrne                                                                           | – |
| 20. Februar 2015 – 19. März 2015 4 Wochen | 4                                        | Ellie Goulding                           | Love Me like You Do Max Martin, Savan Kotecha, Ali Payami, Tove Nilsson, Ilya Salmanzadeh                       | – |
| 20. März 2015 – 26. März 2015 1 Woche | 1                                        | Omi                                      | Cheerleader (Felix Jaehn Remix) Omar Samuel Pasley, Clifton Dillon, Mark Bradford, Ryan Dillon, Sly Dunbar      | – |
| 27. März 2015 – 16. April 2015 3 Wochen | 3                                        | Lost Frequencies                         | Are You with Me Tommy Lee James, Shane McAnally, Terry McBride                                                  | – |
| 17. April 2015 – 28. Mai 2015 6 Wochen | 6                                        | Wiz Khalifa feat. Charlie Puth           | See You Again Justin Franks, Cameron Thomaz, Andrew Cedar, Charles Puth                                         | – |
| 29. Mai 2015 – 4. Juni 2015 1 Woche | 1                                        | Jason Derulo                             | Want to Want Me Ian Kirkpatrick, Sam Martin, Lindy Robbins, Mitch Allan, Jason Desrouleaux                      | – |
| 5. Juni 2015 – 18. Juni 2015 2 Wochen | 2                                        | Måns Zelmerlöw                           | Heroes Anton Malmberg Hård af Segerstad, Joy Deb, Linnea Deb                                                    | Im Land, in dem der Eurovision Song Contest 2015 stattgefunden hat, wird der Sieger anschließend auch Nummer eins. Auch andere ESC-Songs schaffen es nach dem Finale in Wien in die Singlecharts, wenn auch weit weniger erfolgreich.                                                              |
| 19. Juni 2015 – 25. Juni 2015 1 Woche | 1                                        | Felix Jaehn feat. Jasmine Thompson       | Ain’t Nobody (Loves Me Better) David Wolinski                                                                   | – |
| 26. Juni 2015 – 9. Juli 2015 2 Wochen | 2                                        | Avicii                                   | Waiting for Love Simon Aldred, Salem Al Fakir, Tim Bergling, Vincent Pontare, Martin Garrix                     | – |
| 10. Juli 2015 – 23. Juli 2015 2 Wochen | 2                                        | Anna Naklab feat. Alle Farben & Younotus | Supergirl Mike Gommeringer, Sebastian Padotzke, Uwe Bossert, Phillip Rauenbusch, Raymond Michael Garvey         | – |
| 24. Juli 2015 – 13. August 2015 3 Wochen | 3                                        | Lost Frequencies feat. Janieck Devy      | Reality Felix de Laet, Janieck van de Polder                                                                    | – |
| 14. August 2015 – 20. August 2015 1 Woche | 1                                        | One Direction                            | Drag Me Down John Ryan, Julian Bunetta, Jamie Scott                                                             | – |
| 21. August 2015 – 3. September 2015 2 Wochen | 2                                        | Robin Schulz feat. Francesco Yates       | Sugar Frank Bautista, Dennis Bierbrodt, Ronald Bryant, Jürgen Dohr, Guido Kramer, Robin Schulz, Francesco Yates | – |
| 4. September 2015 – 10. September 2015 1 Woche | 1                                        | Raoul Haspel                             | Schweigeminute (Traiskirchen)                                                                                   | Wie der Titel besagt, besteht dieser Nummer-eins-Hit aus 60 Sekunden Stille. Es ist eine Protestaktion des Wiener Künstlers gegen die österreichische Flüchtlingspolitik. Die Einnahmen gehen an das Flüchtlingslager Traiskirchen. In der Chartsendung von Ö3 wurde die Minute nicht ausgespielt. |
| 11. September 2015 – 17. September 2015 1 Woche | 1                                        | Justin Bieber                            | What Do You Mean? Jason Boyd, Mason Levy, Justin Bieber                                                         | Trotz zahlreicher Charthits seit 2009 war der Kanadier zuvor in Österreich nie über Platz 18 der Singlecharts hinausgekommen. |
| 18. September 2015 – 24. September 2015 1 Woche | 1                                        | Die Ärzte                                | Schrei nach Liebe Dirk Felsenheimer, Jan Vetter                                                                 | Nach dem österreichischen Krisenprotest steigt auch die deutsche Aktion Arschloch in Österreich an die Spitze der Charts. Dieser Protest gegen Fremdenfeindlichkeit sammelt ebenfalls Geld für die Flüchtlingshilfe.                                                                               |
| 25. September 2015 – 5. November 2015 6 Wochen | 6                                        | Sido feat. Andreas Bourani               | Astronaut Musik: FNSHRS.; Text: Andreas Bourani, Simon Müller-Lerch, Paul Würdig                                | – |
| 6. November 2015 – 26. November 2015 3 Wochen (insgesamt 4) | 4                                        | Adele                                    | Hello Greg Kurstin, Adele Adkins                                                                                | – |
| 27. November 2015 – 3. Dezember 2015 1 Woche (insgesamt 6) | 6                                        | Seiler und Speer                         | Ham kummst Christopher Seiler, Bernhard Speer                                                                   | – |
| 4. Dezember 2015 – 10. Dezember 2015 1 Woche (insgesamt 4) | 4                                        | Adele                                    | Hello Greg Kurstin, Adele Adkins                                                                                | – |
| 11. Dezember 2015 – 14. Januar 2016 5 Wochen (insgesamt 6) | 6                                        | Seiler und Speer                         | Ham kummst Christopher Seiler, Bernhard Speer                                                                   | – |

## Alben
| ← 2014 ← | Liste der Nummer-eins-Alben in Österreich | Liste der Nummer-eins-Alben in Österreich         | Liste der Nummer-eins-Alben in Österreich       | 2016 → |
| \| Zeitraum \| Wo. ges. \| Interpret \| Titel \| Zusätzliche Informationen \| \| (Zeitraum, Wochen auf Platz eins, Interpret, Titel, zusätzliche Informationen) \| \| \| \| \| \| ------------------------------------------------------------------------------ \| -------- \| ------------------------------------------------- \| ----------------------------------------------- \| ------------------------------------------------------------------------------------------------------------------------------------------------------------------------------------------------------------------------------------------------------------------------------------------------------------------------------------------------------- \| \| 26. Dezember 2014 – 8. Januar 2015 2 Wochen \| 2 \| Verschiedene Interpreten \| Sing meinen Song – Das Weihnachtskonzert \| – \| \| 9. Januar 2015 – 22. Januar 2015 2 Wochen (insgesamt 4) \| 4 \| Udo Jürgens und seine Gäste \| Mitten im Leben – Das Tribute Album \| Nach seinem plötzlichen Tod im Dezember 2014 steht der in Klagenfurt geborene Liedschreiber erneut in den deutschsprachigen Charts. Das Album zu seinem achtzigsten Geburtstag, das nur wenige Monate vor seinem Tod schon einmal vorne lag, erobert in Jürgens’ Heimatland erneut den ersten Platz. \| \| 23. Januar 2015 – 29. Januar 2015 1 Woche \| 1 \| Wiener Philharmoniker / Zubin Mehta \| Neujahrskonzert 2015 \| − \| \| 30. Januar 2015 – 12. Februar 2015 2 Wochen (insgesamt 25) \| 25 \| Helene Fischer \| Farbenspiel \| Durch die Rückkehr an die Spitze der Charts hat das Album in drei aufeinanderfolgenden Jahren Platz 1 erreicht. \| \| 13. Februar 2015 – 26. Februar 2015 2 Wochen (insgesamt 3) \| 3 \| Erste Allgemeine Verunsicherung \| Werwolf-Attacke – Monsterball ist überall \| – \| \| 27. Februar 2015 – 5. März 2015 1 Woche \| 1 \| Bushido \| Carlo Cokxxx Nutten 3 \| – \| \| 6. März 2015 – 12. März 2015 1 Woche \| 1 \| (Soundtrack) \| Fifty Shades of Grey \| – \| \| 13. März 2015 – 19. März 2015 1 Woche \| 1 \| Bilderbuch \| Schick Schock \| – \| \| 20. März 2015 – 26. März 2015 1 Woche \| 1 \| Madonna \| Rebel Heart \| – \| \| 27. März 2015 – 2. April 2015 1 Woche \| 1 \| Mark Knopfler \| Tracker \| – \| \| 3. April 2015 – 9. April 2015 1 Woche (insgesamt 3) \| 3 \| Erste Allgemeine Verunsicherung \| Werwolf-Attacke – Monsterball ist überall \| – \| \| 10. April 2015 – 16. April 2015 1 Woche \| 1 \| Udo Jürgens mit dem Pepe Lienhard Orchester \| Das letzte Konzert Zürich 2014 – Live \| Mit der Aufzeichnung seines letzten Konzerts, das er nur wenige Tage vor seinem Tod in seiner Schweizer Wahlheimat gab, steht Udo Jürgens posthum an der Spitze der österreichischen Album-Charts. Es ist sein drittes Nummer-eins-Album in Österreich. \| \| 17. April 2015 – 23. April 2015 1 Woche \| 1 \| Frei.Wild \| Opposition \| – \| \| 24. April 2015 – 30. April 2015 1 Woche \| 1 \| Die Seer \| Fesch \| – \| \| 1. Mai 2015 – 7. Mai 2015 1 Woche \| 1 \| SpongeBOZZ \| Planktonweed Tape \| – \| \| 8. Mai 2015 – 14. Mai 2015 1 Woche \| 1 \| Dat Adam \| Chrome \| – \| \| 15. Mai 2015 – 21. Mai 2015 1 Woche \| 1 \| Parov Stelar \| The Demon Diaries \| – \| \| 22. Mai 2015 – 28. Mai 2015 1 Woche \| 1 \| Genetikk \| Achter Tag \| – \| \| 29. Mai 2015 – 11. Juni 2015 2 Wochen \| 2 \| Conchita Wurst \| Conchita \| Ein Jahr nach ihrem Sieg beim ESC bringt das Alter Ego von Tom Neuwirth, das auch beim ESC in Wien auftrat, ihr erstes Album heraus und steht damit an der Spitze. \| \| 12. Juni 2015 – 18. Juni 2015 1 Woche \| 1 \| Andreas Gabalier \| Mountain Man \| Nachdem es schon im Mai in Deutschland und der Schweiz die Führung übernehmen konnte, gelingt dem fünften Album des „Volks-Rock’n’Rollers“ auch im eigenen Land der Sprung auf Platz eins. Es ist sein viertes Nummer-eins-Album in Österreich. \| \| 19. Juni 2015 – 25. Juni 2015 1 Woche (insgesamt 4) \| 4 \| (Verschiedene Interpreten) \| Sing meinen Song – Das Tauschkonzert – Volume 2 \| Durch den Erfolg der ersten Staffel, die andauernde Beliebtheit der Folgestaffel und der Teilnahme eines weiteren österreichischen Künstlers mit Christina Stürmer, konnte Sing meinen Song – Das Tauschkonzert – Volume 2 nicht nur Platz 1 erreichen, sondern sich dort auch noch insgesamt 4 Wochen halten. \| \| 26. Juni 2015 – 2. Juli 2015 1 Woche \| 1 \| KC Rebell \| Fata Morgana \| – \| \| 3. Juli 2015 – 9. Juli 2015 1 Woche (insgesamt 4) \| 4 \| (Verschiedene Interpreten) \| Sing meinen Song – Das Tauschkonzert – Volume 2 \| – \| \| 10. Juli 2015 – 16. Juli 2015 1 Woche \| 1 \| Die Amigos \| Santiago Blue \| – \| \| 17. Juli 2015 – 23. Juli 2015 1 Woche (insgesamt 2) \| 2 \| Cro \| MTV Unplugged: Cro \| – \| \| 24. Juli 2015 – 6. August 2015 2 Wochen (insgesamt 4) \| 4 \| (Verschiedene Interpreten) \| Sing meinen Song – Das Tauschkonzert – Volume 2 \| – \| \| 7. August 2015 – 13. August 2015 1 Woche \| 1 \| Marc Pircher \| Leider zu gefährlich \| – \| \| 14. August 2015 – 20. August 2015 1 Woche (insgesamt 2) \| 2 \| Cro \| MTV Unplugged: Cro \| – \| \| 21. August 2015 – 27. August 2015 1 Woche \| 1 \| Paul Kalkbrenner \| 7 \| – \| \| 28. August 2015 – 3. September 2015 1 Woche \| 1 \| Dame \| Lebendig begraben \| – \| \| 4. September 2015 – 10. September 2015 1 Woche \| 1 \| Bon Jovi \| Burning Bridges \| – \| \| 11. September 2015 – 17. September 2015 1 Woche \| 1 \| Motörhead \| Bad Magic \| Obwohl es die britischen Hardrocker bereits seit 40 Jahren gibt, konnten sie sich erst in den letzten zehn Jahren regelmäßig in den österreichischen Charts platzieren und erst mit diesem Album erstmals Platz 1 belegen. \| \| 18. September 2015 – 24. September 2015 1 Woche \| 1 \| Iron Maiden \| The Book of Souls \| – \| \| 25. September 2015 – 1. Oktober 2015 1 Woche \| 1 \| Oliver Haidt \| Liebe pur \| Für den Grazer Schlagersänger ist es das zweite Nummer-eins-Album in Folge. Von allen Nummer-eins-Alben des Jahres war es das erste, das in seiner ersten Woche nicht mindestens auf Platz drei eingestiegen war, sondern von Platz vier auf die Eins stieg. \| \| 2. Oktober 2015 – 8. Oktober 2015 1 Woche \| 1 \| Keith Richards \| Crosseyed Heart \| Österreich war das einzige Land, in dem die Rolling Stones vor Pink Floyd landeten, denn neben dem Stones-Gitarristen hatte Pink-Floyd-Frontmann David Gilmour in derselben Woche ein Album veröffentlicht. Zwei frühere Soloalben waren um 1990 nicht in den Charts der Alpenrepublik gewesen, so dass die Nummer eins Richards erste Platzierung war. \| \| 9. Oktober 2015 – 15. Oktober 2015 1 Woche \| 1 \| The BossHoss \| Dos Bros \| Nur in Österreich hatten die deutschen Countryrocker bereits eine Nummer-eins-Single, jetzt folgte das erste Nummer-eins-Album. Die beiden vorhergehenden Alben waren bereits in den Top 5 gewesen. \| \| 16. Oktober 2015 – 5. November 2015 3 Wochen (insgesamt 4) \| 4 \| Wanda \| Bussi \| Das zweite Album der Wiener Band stieg auf Platz 1 ein, gleichzeitig stieg das Debütalbum Amore zum zweiten Mal auf seine Höchstposition auf Rang 2 der Longplaycharts. Gleichzeitig waren vier Lieder in den Singlecharts platziert, darunter die Leadsingle Bussi Baby, die auf Platz 3 stieg. \| \| 6. November 2015 – 12. November 2015 1 Woche \| 1 \| 5 Seconds of Summer \| Sounds Good, Feels Good \| – \| \| 13. November 2015 – 19. November 2015 1 Woche (insgesamt 4) \| 4 \| Wanda \| Bussi \| – \| \| 20. November 2015 – 26. November 2015 1 Woche \| 1 \| Bushido & Shindy \| Cla$$ic \| – \| \| 27. November 2015 – 3. Dezember 2015 1 Woche (insgesamt 7) \| 7 \| Helene Fischer & the Royal Philharmonic Orchestra \| Weihnachten \| – \| \| 4. Dezember 2015 – 10. Dezember 2015 1 Woche \| 1 \| Adele \| 25 \| – \| \| 11. Dezember 2015 – 14. Januar 2016 5 Wochen (insgesamt 7) \| 7 \| Helene Fischer & the Royal Philharmonic Orchestra \| Weihnachten \| – \| |                                           |                                                   |                                                 | |
| ← 2014 |                                           |                                                   |                                                 | → 2016 → |
| Zeitraum | Wo. ges.                                  | Interpret                                         | Titel                                           | Zusätzliche Informationen |
| (Zeitraum, Wochen auf Platz eins, Interpret, Titel, zusätzliche Informationen) |                                           |                                                   |                                                 | |
| 26. Dezember 2014 – 8. Januar 2015 2 Wochen | 2                                         | Verschiedene Interpreten                          | Sing meinen Song – Das Weihnachtskonzert        | – |
| 9. Januar 2015 – 22. Januar 2015 2 Wochen (insgesamt 4) | 4                                         | Udo Jürgens und seine Gäste                       | Mitten im Leben – Das Tribute Album             | Nach seinem plötzlichen Tod im Dezember 2014 steht der in Klagenfurt geborene Liedschreiber erneut in den deutschsprachigen Charts. Das Album zu seinem achtzigsten Geburtstag, das nur wenige Monate vor seinem Tod schon einmal vorne lag, erobert in Jürgens’ Heimatland erneut den ersten Platz.                                                    |
| 23. Januar 2015 – 29. Januar 2015 1 Woche | 1                                         | Wiener Philharmoniker / Zubin Mehta               | Neujahrskonzert 2015                            | − |
| 30. Januar 2015 – 12. Februar 2015 2 Wochen (insgesamt 25) | 25                                        | Helene Fischer                                    | Farbenspiel                                     | Durch die Rückkehr an die Spitze der Charts hat das Album in drei aufeinanderfolgenden Jahren Platz 1 erreicht. |
| 13. Februar 2015 – 26. Februar 2015 2 Wochen (insgesamt 3) | 3                                         | Erste Allgemeine Verunsicherung                   | Werwolf-Attacke – Monsterball ist überall       | – |
| 27. Februar 2015 – 5. März 2015 1 Woche | 1                                         | Bushido                                           | Carlo Cokxxx Nutten 3                           | – |
| 6. März 2015 – 12. März 2015 1 Woche | 1                                         | (Soundtrack)                                      | Fifty Shades of Grey                            | – |
| 13. März 2015 – 19. März 2015 1 Woche | 1                                         | Bilderbuch                                        | Schick Schock                                   | – |
| 20. März 2015 – 26. März 2015 1 Woche | 1                                         | Madonna                                           | Rebel Heart                                     | – |
| 27. März 2015 – 2. April 2015 1 Woche | 1                                         | Mark Knopfler                                     | Tracker                                         | – |
| 3. April 2015 – 9. April 2015 1 Woche (insgesamt 3) | 3                                         | Erste Allgemeine Verunsicherung                   | Werwolf-Attacke – Monsterball ist überall       | – |
| 10. April 2015 – 16. April 2015 1 Woche | 1                                         | Udo Jürgens mit dem Pepe Lienhard Orchester       | Das letzte Konzert Zürich 2014 – Live           | Mit der Aufzeichnung seines letzten Konzerts, das er nur wenige Tage vor seinem Tod in seiner Schweizer Wahlheimat gab, steht Udo Jürgens posthum an der Spitze der österreichischen Album-Charts. Es ist sein drittes Nummer-eins-Album in Österreich.                                                                                                 |
| 17. April 2015 – 23. April 2015 1 Woche | 1                                         | Frei.Wild                                         | Opposition                                      | – |
| 24. April 2015 – 30. April 2015 1 Woche | 1                                         | Die Seer                                          | Fesch                                           | – |
| 1. Mai 2015 – 7. Mai 2015 1 Woche | 1                                         | SpongeBOZZ                                        | Planktonweed Tape                               | – |
| 8. Mai 2015 – 14. Mai 2015 1 Woche | 1                                         | Dat Adam                                          | Chrome                                          | – |
| 15. Mai 2015 – 21. Mai 2015 1 Woche | 1                                         | Parov Stelar                                      | The Demon Diaries                               | – |
| 22. Mai 2015 – 28. Mai 2015 1 Woche | 1                                         | Genetikk                                          | Achter Tag                                      | – |
| 29. Mai 2015 – 11. Juni 2015 2 Wochen | 2                                         | Conchita Wurst                                    | Conchita                                        | Ein Jahr nach ihrem Sieg beim ESC bringt das Alter Ego von Tom Neuwirth, das auch beim ESC in Wien auftrat, ihr erstes Album heraus und steht damit an der Spitze. |
| 12. Juni 2015 – 18. Juni 2015 1 Woche | 1                                         | Andreas Gabalier                                  | Mountain Man                                    | Nachdem es schon im Mai in Deutschland und der Schweiz die Führung übernehmen konnte, gelingt dem fünften Album des „Volks-Rock’n’Rollers“ auch im eigenen Land der Sprung auf Platz eins. Es ist sein viertes Nummer-eins-Album in Österreich. |
| 19. Juni 2015 – 25. Juni 2015 1 Woche (insgesamt 4) | 4                                         | (Verschiedene Interpreten)                        | Sing meinen Song – Das Tauschkonzert – Volume 2 | Durch den Erfolg der ersten Staffel, die andauernde Beliebtheit der Folgestaffel und der Teilnahme eines weiteren österreichischen Künstlers mit Christina Stürmer, konnte Sing meinen Song – Das Tauschkonzert – Volume 2 nicht nur Platz 1 erreichen, sondern sich dort auch noch insgesamt 4 Wochen halten.                                          |
| 26. Juni 2015 – 2. Juli 2015 1 Woche | 1                                         | KC Rebell                                         | Fata Morgana                                    | – |
| 3. Juli 2015 – 9. Juli 2015 1 Woche (insgesamt 4) | 4                                         | (Verschiedene Interpreten)                        | Sing meinen Song – Das Tauschkonzert – Volume 2 | – |
| 10. Juli 2015 – 16. Juli 2015 1 Woche | 1                                         | Die Amigos                                        | Santiago Blue                                   | – |
| 17. Juli 2015 – 23. Juli 2015 1 Woche (insgesamt 2) | 2                                         | Cro                                               | MTV Unplugged: Cro                              | – |
| 24. Juli 2015 – 6. August 2015 2 Wochen (insgesamt 4) | 4                                         | (Verschiedene Interpreten)                        | Sing meinen Song – Das Tauschkonzert – Volume 2 | – |
| 7. August 2015 – 13. August 2015 1 Woche | 1                                         | Marc Pircher                                      | Leider zu gefährlich                            | – |
| 14. August 2015 – 20. August 2015 1 Woche (insgesamt 2) | 2                                         | Cro                                               | MTV Unplugged: Cro                              | – |
| 21. August 2015 – 27. August 2015 1 Woche | 1                                         | Paul Kalkbrenner                                  | 7                                               | – |
| 28. August 2015 – 3. September 2015 1 Woche | 1                                         | Dame                                              | Lebendig begraben                               | – |
| 4. September 2015 – 10. September 2015 1 Woche | 1                                         | Bon Jovi                                          | Burning Bridges                                 | – |
| 11. September 2015 – 17. September 2015 1 Woche | 1                                         | Motörhead                                         | Bad Magic                                       | Obwohl es die britischen Hardrocker bereits seit 40 Jahren gibt, konnten sie sich erst in den letzten zehn Jahren regelmäßig in den österreichischen Charts platzieren und erst mit diesem Album erstmals Platz 1 belegen. |
| 18. September 2015 – 24. September 2015 1 Woche | 1                                         | Iron Maiden                                       | The Book of Souls                               | – |
| 25. September 2015 – 1. Oktober 2015 1 Woche | 1                                         | Oliver Haidt                                      | Liebe pur                                       | Für den Grazer Schlagersänger ist es das zweite Nummer-eins-Album in Folge. Von allen Nummer-eins-Alben des Jahres war es das erste, das in seiner ersten Woche nicht mindestens auf Platz drei eingestiegen war, sondern von Platz vier auf die Eins stieg.                                                                                            |
| 2. Oktober 2015 – 8. Oktober 2015 1 Woche | 1                                         | Keith Richards                                    | Crosseyed Heart                                 | Österreich war das einzige Land, in dem die Rolling Stones vor Pink Floyd landeten, denn neben dem Stones-Gitarristen hatte Pink-Floyd-Frontmann David Gilmour in derselben Woche ein Album veröffentlicht. Zwei frühere Soloalben waren um 1990 nicht in den Charts der Alpenrepublik gewesen, so dass die Nummer eins Richards erste Platzierung war. |
| 9. Oktober 2015 – 15. Oktober 2015 1 Woche | 1                                         | The BossHoss                                      | Dos Bros                                        | Nur in Österreich hatten die deutschen Countryrocker bereits eine Nummer-eins-Single, jetzt folgte das erste Nummer-eins-Album. Die beiden vorhergehenden Alben waren bereits in den Top 5 gewesen. |
| 16. Oktober 2015 – 5. November 2015 3 Wochen (insgesamt 4) | 4                                         | Wanda                                             | Bussi                                           | Das zweite Album der Wiener Band stieg auf Platz 1 ein, gleichzeitig stieg das Debütalbum Amore zum zweiten Mal auf seine Höchstposition auf Rang 2 der Longplaycharts. Gleichzeitig waren vier Lieder in den Singlecharts platziert, darunter die Leadsingle Bussi Baby, die auf Platz 3 stieg.                                                        |
| 6. November 2015 – 12. November 2015 1 Woche | 1                                         | 5 Seconds of Summer                               | Sounds Good, Feels Good                         | – |
| 13. November 2015 – 19. November 2015 1 Woche (insgesamt 4) | 4                                         | Wanda                                             | Bussi                                           | – |
| 20. November 2015 – 26. November 2015 1 Woche | 1                                         | Bushido & Shindy                                  | Cla$$ic                                         | – |
| 27. November 2015 – 3. Dezember 2015 1 Woche (insgesamt 7) | 7                                         | Helene Fischer & the Royal Philharmonic Orchestra | Weihnachten                                     | – |
| 4. Dezember 2015 – 10. Dezember 2015 1 Woche | 1                                         | Adele                                             | 25                                              | – |
| 11. Dezember 2015 – 14. Januar 2016 5 Wochen (insgesamt 7) | 7                                         | Helene Fischer & the Royal Philharmonic Orchestra | Weihnachten                                     | – |

## Jahreshitparaden
| ← 2014 ← | Liste der Nummer-eins-Hits in Österreich | Liste der Nummer-eins-Hits in Österreich                                   | Liste der Nummer-eins-Hits in Österreich | 2016 →   |
| \| Singles \| Position# \| Alben \| \| -------------------------------------------------------------------------------------------------------------------------------------------------- \| --------- \| -------------------------------------------------------------------------- \| \| Cheerleader (Felix Jaehn Remix) Omi Omar Samuel Pasley, Clifton Dillon, Mark Bradford, Ryan Dillon, Sly Dunbar \| 1 \| Weihnachten Helene Fischer \| \| Are You with Me Lost Frequencies Tommy Lee James, Shane McAnally, Terry McBride \| 2 \| Farbenspiel Helene Fischer \| \| Lean On Major Lazer & DJ Snake feat. Mø Thomas Wesley Pentz, Karen Marie Ørsted, William Grigahcine, Philip Meckseper \| 3 \| 25 Adele \| \| See You Again Wiz Khalifa feat. Charlie Puth Justin Franks, Cameron Thomaz, Andrew Cedar, Charles Puth \| 4 \| Ham kummst Seiler und Speer \| \| Love Me like You Do Ellie Goulding Max Martin, Savan Kotecha, Ali Payami, Tove Nilsson, Ilya Salmanzadeh \| 5 \| Amore Wanda \| \| Ham kummst Seiler und Speer Christopher Seiler, Bernhard Speer \| 6 \| Mountain Man Andreas Gabalier \| \| Hello Adele Greg Kurstin, Adele Adkins \| 7 \| Muttersprache Sarah Connor \| \| Astronaut Sido feat. Andreas Bourani Musik: Paul Neumann, Marek Pompetzki, Cecil Remmler; Text: Andreas Bourani, Simon Müller-Lerch, Paul Würdig \| 8 \| Sing meinen Song – Das Tauschkonzert – Volume 2 (Verschiedene Interpreten) \| \| Ain’t Nobody (Loves Me Better) Felix Jaehn feat. Jasmine Thompson David Wolinski \| 9 \| Bussi Wanda \| \| Sugar Robin Schulz feat. Francesco Yates Frank Bautista, Dennis Bierbrodt, Ronald Bryant, Jürgen Dohr, Guido Kramer, Robin Schulz, Francesco Yates \| 10 \| Hey Andreas Bourani \| |                                          |                                                                            |                                          |          |
| ← 2014 |                                          |                                                                            |                                          | → 2016 → |
| Singles | Position#                                | Alben                                                                      |                                          |          |
| Cheerleader (Felix Jaehn Remix) Omi Omar Samuel Pasley, Clifton Dillon, Mark Bradford, Ryan Dillon, Sly Dunbar | 1                                        | Weihnachten Helene Fischer                                                 |                                          |          |
| Are You with Me Lost Frequencies Tommy Lee James, Shane McAnally, Terry McBride | 2                                        | Farbenspiel Helene Fischer                                                 |                                          |          |
| Lean On Major Lazer & DJ Snake feat. Mø Thomas Wesley Pentz, Karen Marie Ørsted, William Grigahcine, Philip Meckseper | 3                                        | 25 Adele                                                                   |                                          |          |
| See You Again Wiz Khalifa feat. Charlie Puth Justin Franks, Cameron Thomaz, Andrew Cedar, Charles Puth | 4                                        | Ham kummst Seiler und Speer                                                |                                          |          |
| Love Me like You Do Ellie Goulding Max Martin, Savan Kotecha, Ali Payami, Tove Nilsson, Ilya Salmanzadeh | 5                                        | Amore Wanda                                                                |                                          |          |
| Ham kummst Seiler und Speer Christopher Seiler, Bernhard Speer | 6                                        | Mountain Man Andreas Gabalier                                              |                                          |          |
| Hello Adele Greg Kurstin, Adele Adkins | 7                                        | Muttersprache Sarah Connor                                                 |                                          |          |
| Astronaut Sido feat. Andreas Bourani Musik: Paul Neumann, Marek Pompetzki, Cecil Remmler; Text: Andreas Bourani, Simon Müller-Lerch, Paul Würdig | 8                                        | Sing meinen Song – Das Tauschkonzert – Volume 2 (Verschiedene Interpreten) |                                          |          |
| Ain’t Nobody (Loves Me Better) Felix Jaehn feat. Jasmine Thompson David Wolinski | 9                                        | Bussi Wanda                                                                |                                          |          |
| Sugar Robin Schulz feat. Francesco Yates Frank Bautista, Dennis Bierbrodt, Ronald Bryant, Jürgen Dohr, Guido Kramer, Robin Schulz, Francesco Yates | 10                                       | Hey Andreas Bourani                                                        |                                          |          |